# كريستيان غروبيه
كريستيان غروبیه (26  يوليو 1941، مدينة نيويورك 17 ديسمبر 2023، جنيف) ولد في فالوربي، كان سياسيًا سويسريًا وعضوًا في الحزب الاشتراكي حتى عام 1993، ثم في أحزاب اليسار. وكان نائباً عن كانتون جنيف في المجلس الوطني من عام 1975 إلى عام 1982 ومن عام 1995 إلى عام 2003 ومستشار الدولة من عام 1981 إلى عام 1993 ورئيس دائرة الأشغال العامة.

## السيرة الذاتية
كريستيان غروبیه من مواليد 26  يوليو1941  في نيويورك، كان في الأصل من فالوربي، في كانتون فود.
درس في جامعة جنيف وحصل على إجازة في الحقوق وإجازة في الاقتصاد. ثم مارس مهنة المحاماة في شركته الخاصة ولصالح جمعية الدفاع عن المستأجرين لمدة 13 عامًا.

## مسيرته السياسية
كريستيان غروبیه كممثل منتخب للحزب الاشتراكي في المجلس البلدي لجنيف من عام 1967 إلى عام 1970 ونائب في المجلس الأعلى من عام 1969 إلى عام 1981.
رشح نفسه لمجلس الدولة في عام 1980، لكنه تعرض للهزيمة بفارق ضئيل من قبل ألويس فيرنر. تم انتخاب غروبیه لعضوية مجلس الدولة في العام التالي. وخدم هناك لمدة اثني عشر عامًا على رأس دائرة الأشغال العامة. وفي عام 1993، قدم نفسه كمرشح لتحالف اليسار.
في عام 2008، تم انتخاب كريستيان غروبيه لعضوية الجمعية التأسيسية في جنيف لإعداد دستور جديد، على قائمة AVIVO (الدفاع عن المتقاعدين) التي حصلت على تسعة مسؤولين منتخبين.